# Хата-лабораторія
Хата-лабораторія — науковий структурний підрозділ у складі колгоспів, створені для потреб сільськогосподарського виробництва відповідно до Постанови № 165 Народного комісаріату землеробства від 16 квітня 1934 року. 
Перша в Радянському Союзі хата-лабораторія створена в селі Червонознаменка Кременчуцького району Харківської області на чолі з Курносенком Олексієм Андрійовичем.